# John Bennett Fenn
John Bennett Fenn (n. 15 iunie 1917, New York City, New York, SUA – d. 10 decembrie 2010, Richmond, Virginia, SUA) a fost chimist american, laureat al Premiului Nobel pentru chimie (2002).